# Великодержавный шовинизм
«Великодержа́вный шовини́зм» — крайняя форма национализма (шовинизм), которая может проявляться у представителей господствующих наций, выражаясь в подавлении других народов в рамках многонациональных государств, в расизме. Великодержавный шовинизм как разновидность национализма может выступать основой для националистических и экстремистских настроений. Согласно другому подходу, термин «шовинизм» используется характеристики этатизма, «державности» и противопоставляется национализму, который понимается как категория общества, а не государства. Шовинизм отражает тип ценностей этатизма, подчинения государству интересов личности и групп, в том числе этнических сообществ, тогда как национализм основан на социетальных ценностях, относящихся к обществу.
В Советской России и СССР в условиях интернациональной марксистской идеологии отрицались национальные интересы и велась борьба с «русским великодержавным шовинизмом». Стремление к реализации ленинского варианта коммунизма в 1920-е годы выразилась, в частности, в отказе от культурных основ русского народа. Однако эта политика в целом потерпела неудачу.
По мнению большевиков, национализм нерусских народов был вызван в первую очередь реакцией на угнетение царским режимом, а также недоверием к великорусам. Ленин считал, что следует различать национализм угнетающих и национализм угнетаемых наций, из чего, в рамках антиколониального дискурса, следовал тезис о преимущественной опасности великорусского шовинизма в сравнении с национализмом угнетённых им, с точки зрения большевиков, народов. Сталин уточнял этот принцип, утверждая, что грузинский и некоторые другие национализмы также осуществляли подавление и эксплуатацию более «слабых» народов. Его высказывания против великорусского шовинизма сопровождались упоминанием об опасности, хотя и меньшей, местных национализмов.
Великая Отечественная война вызвала подъём национального самосознания. В условиях Холодной войны, противостояния с западными державами, происходила дальнейшая трансформация советской идеологии в направлении почвенничества, «русификации» большевизма. На место идеи борьбы с «русским великодержавным шовинизмом» была поставлена борьба с «безродным космополитизмом».
Болгарские коммунисты использовали термин «болгарский великодержавный шовинизм», который осуждался ими.
Президент России Владимир Путин, выступая 18 июня 2004 года на международной конференции «Евразийская интеграция: тенденции современного развития и вызовы глобализации», сказал о проблемах, мешающих интеграции: «Если бы мне было позволено принять участие в работе этой секции, я бы сказал, что эти проблемы можно сформулировать очень просто. Это великодержавный шовинизм, это национализм, это личные амбиции тех, от кого зависят политические решения и, наконец, это просто глупость — обыкновенная пещерная глупость». 24 июля 2007 года на встрече с членами молодёжных движений в Завидове В. В. Путин заявил в ответ на реплику относительно проблемы миграции: «Это, конечно же, почва для разжигания национализма внутри страны. Но при любом развитии событий недопустим и великодержавный шовинизм».